# Lagunilla, San Pedro el Alto
Lagunilla är en ort i Mexiko.   Den ligger i kommunen San Pedro el Alto och delstaten Oaxaca, i den sydöstra delen av landet, 500 km sydost om huvudstaden Mexico City. Lagunilla ligger 1 355 meter över havet och antalet invånare är 354.
Terrängen runt Lagunilla är bergig österut, men västerut är den kuperad. Terrängen runt Lagunilla sluttar söderut. Runt Lagunilla är det glesbefolkat, med 18 invånare per kvadratkilometer. Närmaste större samhälle är Los Naranjos Esquipulas, 2,0 km väster om Lagunilla. I omgivningarna runt Lagunilla växer i huvudsak städsegrön lövskog.